# Васильев, Сергей Николаевич (тренер)
Серге́й Никола́евич Васи́льев (11 февраля 1947, Москва — 26 августа 2017, Москва) — советский боксёр, представитель второй средней весовой категории. Выступал за сборную СССР по боксу в первой половине 1970-х годов, победитель и призёр ряда крупных международных турниров, мастер спорта СССР международного класса. Также известен как тренер по боксу, неизменный тренер титулованного российского боксёра-профессионала Григория Дрозда, чемпиона мира по версии WBC (2014—2015).

## Биография
Сергей Васильев родился 11 февраля 1947 года в Москве. С юных лет серьёзно занимался боксом, на соревнованиях представлял Советскую Армию.
Первого серьёзного успеха на международном уровне добился в сезоне 1971 года, когда вошёл в состав советской национальной сборной и одержал победу на международном турнире Вацлава Прохазки в Чехословакии. Кроме того, выступал на международном турнире в Берлине, где сумел дойти до стадии четвертьфиналов, уступив титулованному немецкому боксёру Бернду Виттенбургу. В 1974 году выступил на чемпионате СССР в Ижевске, где дошёл до четвертьфинала и был остановлен Анатолием Куриковым. Также занял первое место на Кубке химии в ГДР, взяв реванш у Виттенбурга, и вновь был лучшим на турнире Вацлава Прохазки. На Спартакиаде народов СССР 1975 года в Ташкенте выбыл из борьбы за медали уже на предварительном этапе, потерпел поражение от Вячеслава Лемешева. Последний раз показал сколько-нибудь значимый результат на международной арене в сезоне 1976 года, когда стал бронзовым призёром Кубка химии в ГДР.
За выдающиеся спортивные достижения удостоен почётного звания «Мастер спорта СССР международного класса».
После завершения спортивной карьеры перешёл на тренерскую работу. Славился тщательным разбором слабостей и сильных сторон соперников, идеальной тактической подготовкой к разным поединкам, совершенствованием «маятника» и других технических приёмов.
Наиболее известен как тренер российского кикбоксера и боксёра-профессионала Григория Дрозда, чемпиона мира по версии Всемирного боксёрского совета (2014—2015), чемпиона Европы по версии Европейского боксёрского союза (2013—2014), чемпиона Азии по версии Паназиатской боксёрской ассоциации (2008—2009). Васильев тренировал Дрозда начиная с 2001 года на протяжении всей его дальнейшей боксёрской карьеры вплоть до 2016 года.

Сергей Николаевич Васильев — мой главный и неизменный тренер, человек, с которым мы идём рука об руку с самого начала. В нашей работе бывают моменты, когда мы даже не изъясняемся словами — научились чувствовать друг друга за долгие годы. Порой мне всё понятно только по взгляду, по одному движению.— Григорий Дрозд
Принимал участие в подготовке титулованного кикбоксера Алексея Папина. В последние годы работал тренером по боксу в Школе единоборств 1287 в Москве.
Умер в Москве 26 августа 2017 года в возрасте 70 лет.